# Hochschule für soziale Arbeit und Pädagogik
Die Hochschule für soziale Arbeit und Pädagogik (HSAP) nahm 2014 (damals „Hochschule für angewandte Pädagogik“; umbenannt 2023) ihren Studienbetrieb auf und ist eine gebührenpflichtige private, staatlich anerkannte Fachhochschule. Sie wurde 2013 in Berlin in Trägerschaft der „Hochschule für angewandte Pädagogik – gemeinnützige Betriebsgesellschaft (HSAP) mbH“ gegründet. Alleiniger Gesellschafter des Hochschulträgers ist die „Technische Jugendfreizeit und Bildungsgesellschaft (tjfbg) gGmbH“, die sich in der Kinder- und Jugendhilfe engagiert.

## Studiengänge
Die Hochschule bietet folgende Bachelor-Studiengänge an
- Sozialpädagogik/Soziale Arbeit mit Schwerpunkt Ganztagsschule (B.A.) – Duales Studium
- Sozialpädagogik/Soziale Arbeit mit dem Schwerpunkt Kinder- und Jugendhilfe (B.A.) – Duales Studium
- Kindheitspädagogik (B.A.) – Duales Studium
- Sozialpädagogik/Soziale Arbeit mit dem Schwerpunkt Ganztagsschule (B.A.) – Berufsbegleitendes Studium

Die Hochschule bietet folgende Master-Studiengänge an
- Inklusive Bildung im Elementar- und Primarbereich (M.A.) – Berufsintegrierendes Studium
- Schulsozialarbeit (M.A.)  – Tätigkeitsbegleitendes Studium

### Kooperationen
- Heilpädagogik in Kooperation mit der Paritätischen Akademie (B.A.) – Berufsbegleitendes Studium
- Soziale Arbeit in Kooperation mit der Paritätischen Akademie (B.A.) – Berufsbegleitendes Studium

## Standorte
Am Treptower Park, Schuckerthöfe, Gebäude A
- Verwaltung und Seminarräume für Lehrveranstaltungen

Alt-Stralau
- Seminarräume für Lehrveranstaltungen

Seminarschiff auf der Spree
- Seminarraum für Lehrveranstaltungen (März – Oktober)

## Forschung an der HSAP
Die HSAP fokussiert sich bei der Forschung auf gesellschaftliche Herausforderungen, die das Leben von Kindern und Jugendlichen und das Alltagshandeln pädagogischer Fachkräfte prägt. Besondere Bedeutung hat an der Hochschule die Befähigung zu einem selbstbestimmten Leben und gesellschaftlicher Teilhabe als gemeinsamer Auftrag von Schulen und Jugendhilfe.

### Projekte

#### Bereits abgeschlossene Projekte
- Inklusive Diagnostik im Ganztag an der Schnittstelle von Jugendhilfe und Schule
- Potenziale der Gemeinwesenarbeit für lokale Demokratie
- Durchgängige Sprachbildung in Ganztagsangeboten als Brücke von der Alltagssprache zur Bildungssprache: Evaluation des wöchentlichen sozialpädagogischen Angebots‚ Sprache und soziales Lernen
- Evaluation dreier Bildungsverbünde in Berlin-Neukölln
- Projekt: Evaluation des inklusiven Ansatzes des Reinfelder Schülerladen Verbunds

#### Aktuelle Forschungsprojekte
- Reckahner Modelle zur inklusiven Unterrichtsplanung (Förderung durch die Robert Bosch Stiftung, eingeworben durch das Rochow-Museum und Akademie für bildungsgeschichtliche und zeitdiagnostische Forschung e. V.)
- Pädagogische Beziehungen in digital unterstützten Bildungsprozessen

## Zertifikate
Die Hochschule hat folgende Zertifizierungen erhalten:
Audit familiengerechte Hochschule
- Ziel des Audits ist es, den Status der bereits angebotenen familien- und lebensphasenbewussten Maßnahmen zu erfassen und systematisch das individuelle Potenzial der Hochschulen zu entwickeln, dabei soll mit verbindlichen Zielvereinbarungen dafür gesorgt, dass Familienbewusstsein in der Unternehmenskultur verankert wird. Das Zertifikat zum Audit familiengerechte Hochschule wurde der Hochschule für Soziale Arbeit und Pädagogik 2018 erteilt und erfolgreich bis zum 31. Mai 2024 re-auditiert.

## Forschungsberichte
- Forschungsbericht 2024
- Forschungsbericht 2023
- Forschungsbericht 2022
- Forschungsbericht 2021
- Forschungsbericht 2020
- Forschungsbericht 2019
- Forschungsbericht 2018
- Forschungsbericht 2017
- Forschungsbericht 2016